# 国際連合安全保障理事会決議1244
国際連合安全保障理事会決議1244（こくさいれんごうあんぜんほしょうりじかいけつぎ1244、英: United Nations Security Council Resolution 1244）は、1999年6月10日に国際連合安全保障理事会で採択されたコソボ情勢に関する決議。略称はUNSCR1244。

## 概要
国連安保理決議1244は、現在のコソボで勃発したコソボ紛争解決に関する決議で、当時旧ユーゴスラヴィアに属していたコソボを国連の暫定統治下に置き、また同地における民政および軍事部門の国際的活動について定めたもの。のちに、クマノヴォ条約において、紛争当事者の両陣営も同決議を承認した。同決議は賛成14票と中国の棄権により採択された。

## 主な内容
- 国際連合コソボ暫定行政ミッション（UNMIK）のもとコソボを国連の暫定統治下に置く
- 北大西洋条約機構（NATO）主導の平和維持軍（コソボ平和維持部隊）の活動を認める
- セルビア人の伝統的地域および主要国境検問所において関与を維持するためにユーゴスラビア・セルビアの政府関係者を一定人数につき復帰させることを認める（※実際にはおこなわれていない）
- 国際連合コソボ暫定行政ミッションに対してコソボの地方自治政府の機構（暫定自治政府諸機構）を設立することを命令する
- ユーゴスラビア連邦共和国およびヘルシンキ宣言とコソボ地位プロセスなどを想定した当決議第2付帯文書に定めのあるほかの諸国の主権と領土の保全を確認する
- 国際連合に対してコソボにいるすべての難民の故郷への安全で円滑な帰還の保障と、すべての住民の平和的・日常的生活の確保を求める
- コソボ解放軍およびほかのアルバニア系コソボ武装集団に対して武装解除を求める
- 国際連合に対してランブイエ合意を考慮に入れたコソボの将来の地位を定めるための政治プロセスを促進させることを認める（2005年末に国際連合特使マルッティ・アハティサーリのもとで開始）